# Carl Peter Holbøll
Carl Peter Holbøll, född 31 december 1795 i Köpenhamn, död 1856 på Nordatlanten, var officer i danska flottan, dansk kolonialrepresentant på Grönland och kartläggare av den grönländska faunan. 
Holbøll blev sekondlöjtnant i marinen 1821 och utsändes 1822 med kungligt stöd på en tvåårig resa till Grönland, dels för att undersöka valfångsten, dels för att göra insamlingar till Statens Naturhistoriske Museum i Köpenhamn. År 1825 lämnade han som kaptenlöjtnant marinen och anställdes som inspektør for kolonierne og hvalfangsten samt skiftforvalter i norra Grönland. År 1828 fick han samma tjänst i södra Grönland.
Holbøll samlade in mycket material och många värdefulla upplysningar till naturhistoriska museet, men publicerade själv inte mycket annat än boken Ornithologiske Bidrag til den grønlandske Fauna (1843). År 1856 seglade han hem till Grönland med ett grönländskt handelsfartyg, men varken fartyget eller Holbøll hördes någonsin av.